# Baeckea thymoides
Baeckea thymoides är en myrtenväxtart som beskrevs av Spencer Le Marchant Moore. Baeckea thymoides ingår i släktet Baeckea och familjen myrtenväxter. Inga underarter finns listade i Catalogue of Life.